# Resolució 861 del Consell de Seguretat de les Nacions Unides
La Resolució 861 del Consell de Seguretat de les Nacions Unides, fou adoptada per unanimitat el 27 d'agost de 1993, després de recordar la Resolució 841 (1993) i donar la benvinguda a un acord entre el President d'Haití i el Comandant en Cap de la Forces Armades d'Haití, el Consell, d'acord Capítol VII de la Carta de les Nacions Unides va suspendre les sancions internacionals contra Haití.
Al mateix temps, es reimposaran les sancions si el Secretari General de les Nacions Unides informa al Consell que les parts en l'acord o altres autoritats d'Haití no havien complert de bona fe amb l'acord. Totes les mesures serien revisades amb vista a elevar-les definitivament quan el Secretari General, tenint en compte les opinions del Secretari General de l'Organització d'Estats Americans, informi al Consell de Seguretat que totes les parts han implementat plenament l'acord.
L'acord no es complirà plenament, el que va portar al Consell de Seguretat a reimplantar les sancions a la resolució 875.